# Marta Bernardi
Marta Bernardi (* 28. März 1989) ist eine italienische Duathletin und Triathletin. Sie ist mehrfache italienische Meisterin und wird in der Bestenliste italienischer Triathletinnen auf der Ironman-Distanz geführt.

## Werdegang
Marta Bernardi wurde im Juni 2017 auf Sardinien Italienische Meisterin auf der Mitteldistanz.
Im September startete sie erstmals auf der Ironman-Distanz (3,86 km Schwimmen, 180,2 km Radfahren und 42,195 km Laufen), wurde Dritte bei der Erstaustragung des Ironman Italy und trug sich mit ihrer Zeit von 09:20:04 h als Drittschnellste in die Bestenliste italienischer Triathletinnen auf der Ironman-Distanz ein.
Im März 2019 wurde sie Italienische Duathlon-Meisterin und im Juli belegte die 30-Jährige in Rumänien den vierten Rang bei der ETU-Europameisterschaft auf der Halbdistanz.
2021 und erneut 2022 konnte sie ihren Titel erfolgreich verteidigen und sich erneut den Titel der Italienischen Duathlon-Meisterin sichern.
2022 gewann die 33-Jährige im Juli in Frankreich mit dem Ironman 70.3 Les Sables d’Olonne ihr erstes Ironman-70.3-Rennen. Im April 2023 wurde sie zum vierten Mal in Folge italienische Duathlon-Meisterin.

## Sportliche Erfolge
| Datum/Jahr    | Rang | Wettbewerb                                           | Austragungsort       | Zeit     | Bemerkung                                                                          |
| ------------- | ---- | ---------------------------------------------------- | -------------------- | -------- | ---------------------------------------------------------------------------------- |
| 18. Sep. 2023 | 13   | Ironman 70.3 Knokke-Heist                            | Knokke-Heist         | 04:20:59 | bei der Erstaustragung                                                             |
| 28. Mai 2023  | 1    | ITA Middle Distance Triathlon National Championships | Barberino di Mugello | 04:16:22 | Staatsmeisterin auf der Mitteldistanz                                              |
| 29. Okt. 2022 | 1    | ITA Middle Distance Triathlon National Championships | Borgo Egnazia        | 04:27:14 | Staatsmeisterin auf der Mitteldistanz                                              |
| 16. Okt. 2022 | 1    | Ironman 70.3 Cascais                                 | Cascais              | 04:18:51 |                                                                                    |
| 24. Sep. 2022 | 4    | ETU Middle Distance Triathlon European Championships | Bilbao               | 04:22:49 | Europameisterschaft Mitteldistanz                                                  |
| 3. Juli 2022  | 1    | Ironman 70.3 Les Sables d’Olonne                     | Les Sables-d’Olonne  | 04:12:24 |                                                                                    |
| 1. Mai 2022   | 3    | Challenge Riccione                                   | Riccione             | 04:05:22 |                                                                                    |
| 11. Juli 2021 | 1    | ITA Middle Distance Triathlon National Championships | Lovere               | 04:11:45 | Staatsmeisterin auf der Mitteldistanz                                              |
| 21. Juni 2021 | 3    | ETU Middle Distance Triathlon European Championships | Walchsee             | 04:09:53 | ETU-Europameisterschaft auf der Halbdistanz bei der Challenge Walchsee-Kaiserwinkl |
| 10. Mai 2021  | 3    | Challenge Riccione                                   | Riccione             |          |                                                                                    |
| 7. Juli 2019  | 4    | ETU Middle Distance Triathlon European Championships | Târgu Mureș          | 04:20:52 | ETU-Europameisterschaft auf der Halbdistanz                                        |
| 2. Juni 2019  | 2    | ITA Middle Distance Triathlon National Championships | Lovere               | 04:46:52 | Vize-Staatsmeisterin auf der Mitteldistanz                                         |
| 27. Apr. 2019 | 3    | Ironman 70.3 Marbella                                | Marbella             | 04:44:09 | [ 1 ]                                                                              |
| 29. Apr. 2018 | 2    | Ironman 70.3 Marbella                                | Marbella             |          |                                                                                    |
| 29. Okt. 2017 | 3    | Challenge Forte Village Sardinia                     | Sardinien            |          | [ 2 ]                                                                              |
| 4. Juni 2017  | 1    | ITA Middle Distance Triathlon National Championships | Lovere               |          | Staatsmeisterin auf der Mitteldistanz                                              |
| 22. Mai 2016  | 3    | ITA Middle Distance Triathlon National Championships | Lovere               | 04:48:39 |                                                                                    |
| 25. Okt. 2015 | 3    | Challenge Forte Village Sardinia                     | Sardinien            |          |                                                                                    |
| 27. Sep. 2015 | 1    | Elbaman Triathlon                                    | Marina di Campo      |          | Siegerin auf der Halbdistanz                                                       |

| Datum/Jahr    | Rang | Wettbewerb                                      | Austragungsort | Zeit     | Bemerkung                                                   |
| ------------- | ---- | ----------------------------------------------- | -------------- | -------- | ----------------------------------------------------------- |
| 21. Aug. 2022 | 12   | ITU Long Distance Triathlon World Championships | Šamorín        | 03:55:13 | Weltmeisterschaft auf der Triathlon Langdistanz             |
| 12. Sep. 2021 | 11   | ITU Long Distance Triathlon World Championships | Almere         | 09:18:13 | Weltmeisterschaft auf der Triathlon Langdistanz             |
| 23. Sep. 2017 | 3    | Ironman Italy                                   | Cervia         | 09:20:04 | erster Start in einem Ironman-Rennen bei der Erstaustragung |

| Datum/Jahr    | Rang | Wettbewerb                                 | Austragungsort   | Zeit     | Bemerkung                                                |
| ------------- | ---- | ------------------------------------------ | ---------------- | -------- | -------------------------------------------------------- |
| 18. März 2023 | 9    | ETU Sprint Duathlon European Championships | Caorle           | 00:55:19 | Europameisterschaft Sprint-Duathlon                      |
| 16. Apr. 2023 | 1    | ITA Duathlon National Championships        | Quinzano d’Oglio | 01:54:48 | zum vierten Mal in Folge italienische Meisterin Duathlon |
| 10. Juni 2022 | 9    | ITU Duathlon World Championships           | Târgu Mureș      | 01:56:11 |                                                          |
| 3. Apr. 2022  | 1    | ITA Duathlon National Championships        | Pesaro           | 02:04:44 | Italienische Meisterin Duathlon                          |
| 26. März 2022 | 1    | ITA Sprint Duathlon National Championships | Imola            | 00:59:15 | Italienische Meisterin Sprint-Duathlon                   |
| 3. Mai 2021   | 1    | ITA Duathlon National Championships        | Pesaro           | 02:05:56 | Italienische Meisterin Duathlon                          |
| 31. März 2019 | 1    | ITA Duathlon National Championships        | Quinzano d’Oglio | 02:01:18 | Italienische Meisterin Duathlon                          |
| 19. März 2016 | 6    | ITA Duathlon National Championships        | Firenze          | 01:02:52 |                                                          |

(DNF – Did Not Finish)